# Interuniversitaire Literaire Prijs
De Interuniversitaire Literaire Prijs is een Vlaamse schrijfwedstrijd en literaire onderscheiding die wordt uitgereikt aan de Katholieke Universiteit Leuven georganiseerd door Babylon (studentenkring voor Taal- en Letterkundigen). De wedstrijd staat open voor alle studenten van de verschillende Vlaamse en Nederlandse universiteiten. Deelnemers kunnen werken inzenden in de categorieën poëzie, proza, essay en anderstalig. Het onderwerp van de inzendingen is daarbij volledig vrij. Alle inzendingen worden beoordeeld door een vakjury.

## Geschiedenis
De Interuniversitaire Literaire Prijs werd voor het eerst uitgereikt in het academiejaar 1976-1977. De organisatie van de schrijfwedstrijd lag toen bij de letterenkring Germania en was gericht op Leuvense studenten. In 1989 werd de Prijs opengesteld voor alle studenten van de Vlaamse universiteiten en hogescholen.
In 1999 kreeg de organisatie van Germania’s Interuniversitaire Literaire Prijs een stevige boost. Door de samenwerking met het literaire tijdschrift Dietsche Warande en Belfort kon men de prijs professionaliseren. In 2000 steeg het aantal inzendingen vanuit alle hoeken van Vlaanderen beduidend.
Na het ter ziele gaan van de kring Germania ten gevolge van de bama-structuur, zette letterenkring Babylon de traditie van de Interuniversitaire Prijs verder. De Nederlandse letterkundigen blijken nog steeds te floreren wanneer in 2005 de eerste Interuniversitaire Literaire Prijs Babylon het licht ziet. In 2011 werd er naast de categorieën proza en poëzie ook een categorie audiovisuele poëzie ingericht. Deze categorie werd niet door de vakjury beoordeeld maar wordt een publieksprijs toebedeeld. In 2012 besliste de organisatie deze categorie echter terug ongedaan te maken.

## De Victor Van Den Bosch-prijs voorweird fiction
Tijdens de slotavond van de 48e editie van de ILP werd aangekondigd dat er vanaf de volgende editie een nieuwe prijs aan het evenement zou worden toegevoegd: de Victor Van Den Bosch-prijs. De prijs is opgedragen aan Victor Van Den Bosch, een voormalig lid van het presidium van Kring Babylon en organisator van de ILP, die in de winter van 2025 onverwacht overleed. Van Den Bosch stond bekend om zijn engagement, organisatorisch talent en liefde voor het literaire genre weird fiction, een stijl die elementen van horror, sciencefiction en het bovennatuurlijke vermengt.
De prijs zal worden toegekend aan het beste inzendwerk in dit genre over alle vier de oorspronkelijke categorieën (proza, poëzie, essay, anderstalig) heen en wil zo niet enkel de belangstelling voor weird fiction vergroten, maar ook het literaire en organisatorische engagement van Van Den Bosch in herinnering houden.

## Laureaten
De Interuniversitaire Prijs kende onder de organisatie van kring Germania verscheidene winnaars die al dan niet als schrijver nog steeds in de letterenwereld opduiken en floreren, onder wie Dirk van Bastelaere, Erik Spinoy, Koen Peeters, Leen Huet, Paul Demets, Paul Bogaert, Anne Provoost, Ortwin de Graef, Johan Reyniers, Sigrid Bousset, Bert Gabriëls, Saskia De Coster, Jan Geerts, Patrick Bassant, Maarten de Pourcq en Fransiska Louwagie.
De Interuniversitaire Literaire Prijs Babylon kende sinds 2005 volgende laureaten in de categorieën proza en poëzie:
- 2005: Jeroen Bernaer (proza) & Kris Lauwereys (poëzie)
- 2006: Daphne Carolus (proza) & Floor Deroo (poëzie)
- 2007: Bo Vanluchene (proza en poëzie)
- 2008: Bo Vanluchene (proza) & Elke Desanghere (poëzie)
- 2009: Laura Tack (proza en poëzie)
- 2011: Jelle Mampaey (proza), Bo Vanluchene (poëzie) & Dries Martens (publieksprijs audiovisuele poëzie).
- 2012: Bart De Keyser (proza) & Vincent Van Meenen (poëzie)
- 2013: Eli Elise Hoopman (proza) & Lukas Meekers (poëzie)
- 2014: Tijl Nuyts (proza) & Astrid Dewaele (poëzie)
- 2015: Jan Buts (proza) & Ewout De Cat (poëzie)
- 2016: Pieter Van de Walle (proza) & Lisanne Caudron (poëzie)
- 2017: Marlies Smeenge (proza) & Gilles Michiels (poëzie)
- 2018: Hans Depelchin (proza) & Elianne van Elderen (poëzie)
- 2019: Elianne van Elderen (proza), Willem De Pessemier (poëzie) & Rafaela Verhaeghe (anderstalig)
- 2020: Mona Thijs (proza), Judith Heller (poëzie) & Elena van Meirvenne (anderstalig)
- 2021: Tobias Santens (proza), Ella Bronder (poëzie) & Mara van Herpen (anderstalig)
- 2022: Thibault Coigniez (proza), Hannah Boekestijn (poëzie) & Marc Van de Looverbosch (anderstalig)
- 2023: Luca Mattía Duyvendak (proza), Leonie Moreels (poëzie) & Jade Van Heyste (anderstalig)
- 2024: Yana Rosé (proza), Milou Lang (poëzie) & Francesca Birlogeanu (anderstalig)